# لوريل وهاردي

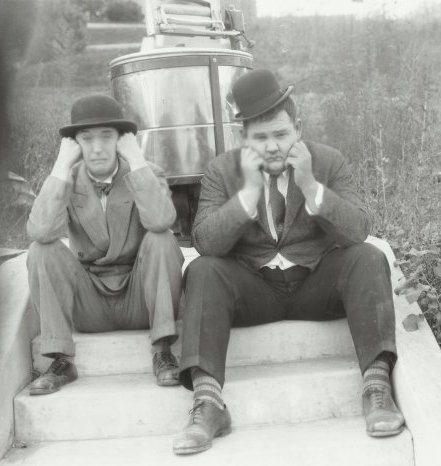
تبديل القبعات هي إحدى الخصائص المميزة لكوميديا لوريل وهاردي.

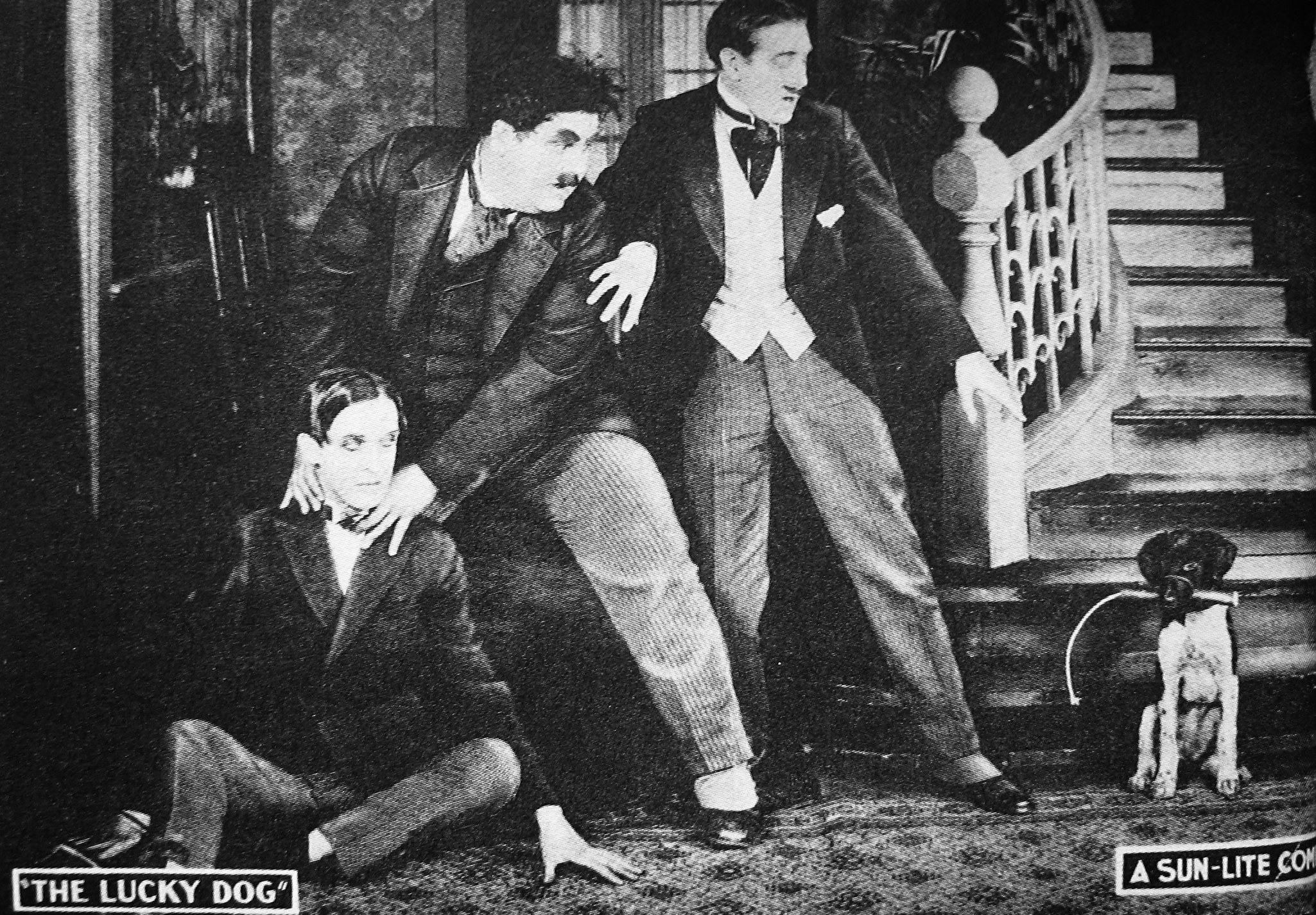
لوريل وهاردي في أول ظهور لهما معاً في فيلم الكلب المحظوظ الذي أُنتج عام 1919 وظهر عام 1921.

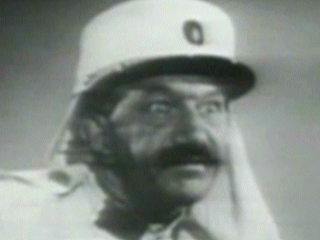
جيمس فينلايسون أحد أكثر الممثلين ظهوراً مع لوريل وهاردي.

لوريل وهاردي (بالإنجليزية: Laurel and Hardy)‏ فريق تمثيل كوميدي مكون من ستان لوريل وأوليفر هاردي ولوريل يمثل شخصية النحيل الذي يتميز بالغباء المفرط، أما هاردي فهو البدين الذي يحاول أن يظهر بمظهر الذكي بينما هو ليس بهذا الدرجة من الذكاء. وهما يمثلان في الغالب شخصيتا مواطنين بسيطين يحاولان دائما البحث عن الوظائف ويواجهان مشاكل وتنتهي بكوارث لعجزهما عن إيجاد حلول سليمة. ظهرا معا في 107 فيلمًا كوميديا ما بين عامي 1921 و1950.
وهناك ممثلون يظهرون معهما في أكثر من فيلم ومنهم:
- جيمس فينلايسون ممثل أمريكي من أصل اسكتلندي) وهو الرجل الذي يقومان بإغاظته باستمرار.
- والتر لونغ وهو يمثل دور (البلطجي) الذي يرهبهما دوما.
- آرثر هاوسمان (Arthur Housman) وهو يلعب دور صديقهما السكير.
- بيلي جيلبرت وهو في الغالب شخص ثري يقومان بإغاظته.
- إدغار كينيدي وهو يمثل دور الشرطي الذي يقومان بإغاظته أيضا.
- ماي بوش ممثلة ظهرت معهما في أكثر من فيلم.

## من أفلام لوريل وهاردي
فيما يلي استعراض لمجموعة من أهم أفلام لوريل وهاردي، ومع التنبيه أنهما مثلا مع بعضهما أكثر من مئة فيلم:
- الكلب المحظوظ (The Lucky Dog) عام 1921:

هذا أول فيلم يمثلان فيه مع بعضهما.
- إلباس البنطال لفيليب (Putting Pants on Philip) عام 1926 :

فيلم صامت هو أول فيلم يمثلان فيه كفريق كوميدي.
- اللمسة النهائية (The Finishing Touch) عام 1928 :

لوريل وهاردي مقاولان يكابدان العناء في بناء بيت لأحد المواطنين.
- حرية عام 1929 :

أثناء هروب لوريل وهاردي من السجن، يجدان أنفسهما خطأً في برج عالٍ تحت الإنشاء، وهذا من أفضل أفلامهم الصامتة.
- يوم مثالي عام 1929:

يمكن أن يكون هذا أول فيلم ناطق لهما.
- نشاط كبير (Big Business) عام 1929 :

فيلم صامت، يقومان فيه بتسليم شجرة عيد الميلاد إلى جيمس فينلايسن الذي يرفض تسلمها، ويقوم بتحطيم سيارتهما، ويقومان بتحطيم منزله.
- خنزير بري (Hog Wild) عام 1930 :

أثناء تركيب هاردي لهوائي فوق منزله واقفاً على سلم يستند على سيارته، يحرك لوريل السيارة دون قصد، وينطلق بهاردي وهو على السلم في شوارع المدينة.
- اسمحوا لنا (Pardon Us) عام 1931

أثناء فترة حظر الكحول في الولايات المتحدة يُقبض عليهما بتهمة بيع الكحول، ويودعان في السجن.
- المساعدون (Helpmates) عام 1931 :

هاردي يطلب من لوريل مساعدته في إعادة ترتيب البيت بعد حفلة صاخبة، وما كان أغناه عن هذا!
- صندوق الموسيقى عام 1932:

لوريل وهاردي يقومان بإيصال بيانو عبر درجات طويلة جداً. هذا الفيلم هو الوحيد الذي فاز بإحدى جوائز الأوسكار (أحسن قصة لفيلم قصير).
- أنا وصديقي (Me and My Pal) عام 1933 :

هاردي يستعد للزواج من ابنة رئيسه في العمل، وفي يوم زفافه يحضر له لوريل لعبة تركيب، يفتحانها وينشغلان بها عن حفل الزفاف.
- أثخن من الماء عام 1935 :

بعد عملية نقل دم من هاردي إلى لوريل يصبح البدين نحيلاً، والنحيل بديناً، وفي مشهد رائع يقوم كل واحد منهما بتقليد الآخر.
- أقاربنا (Our Relations) عام 1936 :

كل من لوريل وهاردي له أخٌ توأم، ويؤدي هذا التشابه إلى حدوث مفارقات طريفة طوال الفيلم.
- طريق للخروج من الغرب (طريق الخروج من الغرب (فيلم 1937)) عام 1937:

لوريل وهاردي منقبان يبحثان عن ابنة صديق راحل. في الفيلم يقومان برقصة جملية على أنغام أغنية أمريكية. هذا الفيلم يعتبره الكثيرون من أفضل أفلامهما.
- الآنسة السويسرية (Swiss Miss) عام 1938 :

لوريل وهاردي تاجران يقومان ببيع مصائد الفئران في سويسرا، وهناك يقع هاردي في حب امرأة سويسرية، لكنه يعدل عنها عندما يعرف أنها متزوجة، وأثناء قيامهما بنقل بيانو على جبال الألب تفاجئهما غوريللا!!
- الثنائي الطائر عام 1939 :

يلتحقان فيه بالقوات الفرنسية في إحدى المستعمرات.
- غبي في أوكسفورد عام 1940:

لوريل وهاردي يحصلان على منحة للدراسة في جامعة أوكسفورد بسبب مساعدتهما للشرطة في القبض على لص، وهناك يتعرض لوريل لفقدان الذاكرة ويتقمص شخصية لورد إنجليزي متعجرف، ثم تعود له ذاكرته من جديد.
- حمقى في البحر (Saps at Sea) عام 1940:

هاردي مصاب بالتوتر بسبب عمله في مصنع للأبواق مما سبب له حالة فوبيا وانزعاج منها فينصحه الطبيب برحلة للبحر وشرب حليب الماعز، لكن العنزة تقرض الحبل ويصبحان في عرض البحر، ولتكتمل المصائب يظهر معهم مجرم فار، وهذا الفيلم اعتبره كثير من المعجبين آخر أفلامهم الجيدة وكان آخر فيلم لهما مع تشارلي هول وجيمس فينلايسون وآخر إنتاج لهال روتش.
- مصارعو الثيران (The Bullfighters) عام 1945:

هذا الفيلم كان الحلقة الأخيرة في مرحلة نشاطهما التي استمرت تسعة عشر عاماً.
- أتول كي عام 1951:

هذا الفيلم مثلاه في فرنسا باللغة الفرنسية بعد ستة أعوام لم يشتركا فيها في فيلم واحد، وقد استقبل النقاد هذا الفيلم استقبالاً سلبياً، وكان آخر فيلم يمثلاه مع بعضهما، وهي نهاية حزينة لهذا الفريق الذي أسعد الناس حول العالم.
- رفع القبعات
- فيلة طائرة
- حزم مشاكلك
- واحدة بواحدة
- الفتاة البوهيمية
- الأغبياء